# Filon (zăcământ)

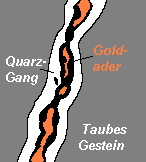
Mineral de gangă cuarţ (alb-negru) cu vinișoare de aur (portocaliu) in rocile sterile înconjurătoare (cenșiu)

Filon ca termen în geologie înseamnă umplerea ulterioară a unei fisuri crăpături dintr-o rocă cu minerale, minereuri de origine magmatică, hidrotermală, în stare fluidă care se va solidifica prin răcire. 
Aceste filoane pot avea o formă lenticulară, de bandă (panglică), cu grosimi variabile, mineralele utile (metale), sunt însoțite de minerale de gangă (sterile, ca de ex. cuarț, feldspat) care cristalizează în golurile (geode) din masa rocii.

Elementele unui filon sunt:
1. gradul de cădere (înclinarea filonului)
2. direcția filonului (orientarea filonului după punctele cardinale)
3. grosimea filonului ca și conținutul în minerale utile fiind important pentru minerit

Un filon poate clasificat după unghiul de cădere: - filon vertical cu un unghi de cădere între (75-90°)
- sau filoane cu înclinații diferite de (0-15°) - (15-45°) și (45-75°).

Suprafața de contact dintre filon și rocile înconjurătoare se numește salbandă, iar stratificarea rocilor în funcție de filon poate să fie discordantă sau concordantă (paralel cu filonul).
Mișcările tectonice ulterioare pot să rupă firul filonului prin falie, pentru geologi este important urmărirea filonului deplasat de falie, în acest procedeu de căutare și recunoaștere a filonului joacă un rol important mineralele de gangă (însoțitoare a mineralelor utile).